# Белла, Роберт
Ро́берт Ни́лли Бе́лла (англ. Robert Neelly Bellah; 23 февраля 1927, Алтус, Оклахома — 31 июля 2013, Беркли, Калифорния) — американский социолог, специалист по сравнительной социологии религиозных верований.
Член Американской академии искусств и наук (1967). Национальная гуманитарная медаль США (2000). Премия Американской академии религии за вклад в понимание религии обществом (2007).
Опус магнум - Religion in Human Evolution (2011).

## Биография
Закончил Гарвардский университет (1950), получил степень доктора философии по социологии в 1958 году. Ученик и сотрудник Толкотта Парсонса, в политике — коммунитарист. С 1957 года — профессор Гарвардского университета, с 1967 года — Калифорнийского университета в Беркли. Ввёл понятие гражданской религии в Америке (1967). Почётный профессор Калифорнийского университета в Беркли.
"Ведущим социальным теоретиком" называл его Юрген Хабермас.
Труды переведены на ряд языков, включая японский и китайский.

## Основные труды
- Tokugawa Religion: The Values of Pre-Industrial Japan (1957)
- Religion and Progress in Modern Asia (1965)
- За пределами веры: Очерки о религии в пост-традиционном мире/ Beyond Belief: Essays on Religion in a Post-Traditional World (1970)
- Emile Durkheim on Morality and Society (1973, ред.)
- Нарушенный договор: Американская гражданская религия в период испытаний/ The Broken Covenant: American Civil Religion in Time of Trial (1975)
- Новое религиозное сознание/ The New Religious Consciousness (1976)
- Варианты гражданской религии/ Varieties of Civil Religion (1980)
- Habits of the Heart: Individualism and Commitment in American Life (1985, в соавторстве)
- Негражданская религия: межрелигиозная враждебность в Америке/ Uncivil Religion: Interreligious Hostility in America (1987)
- The Good Society (1991, в соавторстве)
- Воображая Японию: японская традиция и её современная интерпретация/  Imagining Japan: The Japanese Tradition and its Modern Interpretation (2003)
- Религия в человеческой эволюции: от палеолита до осевого времени / Religion in Human Evolution: From the Paleolithic to the Axial Age (2011)
- The Axial Age and Its Consequences (2012, ред.)

## Сводные издания
- The Robert Bellah Reader (2006)

## Публикации на русском языке
- Религия в человеческой эволюции: от палеолита до осевого времени — М.: ББИ, 2019. — xxx + 741 с.
- Социология религии// Американская социология. Перспективы, проблемы, методы. — М.: Прогресс, 1972, с. 265-282.
- Ген веры